# Nekrikoi dialogoi
Nekrikoi dialogoi (altgriechisch Νεκρικοὶ διάλογοι, deutsch ‚Totengespräche‘, lateinisch Dialogi mortuorum) ist der Titel einer Sammlung von dreißig Dialogen von Lukian von Samosata, die im Hades spielen. In der um 166/167 entstandenen Satire kommen Götter und Menschen zu Wort. Eine deutsche Übersetzung stammt von Christoph Martin Wieland.

## Nachwirkung
Zu den Werken, die von Lukians Totengesprächen beeinflusst wurden, zählen unter anderem der in der Unterwelt angesiedelte Dialog Phalarismus des Ulrich von Hutten, Les Héros de roman von Boileau sowie die Dialogues des morts von Fontenelle sowie Fénelon.
Die Wirkungsgeschichte von Lukians Werk mündete schließlich in der Neuzeit in die Entwicklung der Totengespräche zu einer eigenen europäischen Literaturgattung, nach dem Urheber ihres Urbildes auch Lukianische Gattung genannt.

## Ausgabe
- Luciani Opera. Herausgegeben von Matthew Donald MacLeod. 4 Bände. Oxford Classical Texts. Clarendon Press, Oxford 1972–1987.

## Übersetzungen
- Lukian: Werke in drei Bänden. Herausgegeben von Jürgen Werner und Herbert Greiner-Mai. Aufbau-Verlag, Berlin/Weimar 1981.
- Lukian: Gespräche der Götter und Meergötter, der Toten und der Hetären. In Anlehnung an Christoph Martin Wieland übersetzt und herausgegeben von Otto Seel. Philipp Reclam jun., Stuttgart 1967, ISBN 978-3-15-001133-1.